# Zheng Pingru
Zheng Pingru (en xinès simplificat: 郑苹如; en xinès tradicional: 鄭苹如 ; en pinyin: Zhèng píng rú; Lanxi, 1918 - Xangai, 1940). va ser l'agent del servei d'intel·ligència del Kuomingtang que va formar part del grup que va intentar executar el traïdor Ding Mocun. La pel·lícula Lust, Caution s'inspira en la seva vida quan era resistent. Zheng Jingzhi, que manifestà ésser la germana petita de Zheng Pingru, s'ha queixat de la imatge que dona la pel·lícula sobre la seva germana. Ha manifestat que va morir essent una màrtir sacrificada pel seu patriotisme.
Sobre el film, cal advertir que el traïdor que apareix en la novel·la, Mr. Yee (protagonitzat per Tony Leung Chiu-wai), segons algunes versions, no s'inspirava en Ding sinó en el primer marit de l'escriptora Eileen Chang (pseudònim de Zhang Ailing) que en aquell període era Ministre de propaganda del govern col·laboracionista, malgrat que l'autora sempre es va mostrar ambigua sobre aquest tema.